# وی یان تائو
وی یان تائو (انگلیسی: Wei Yan Tao؛ زادهٔ ۱۲ فوریهٔ ۱۹۸۶) یک بازیکن تنیس روی میز اهل جمهوری خلق چین است.